# Хиросаки
Хиросаки (јап. 弘前市) град је у Јапану у префектури Аомори. Према попису становништва из 2005. у граду је живело 189.043 становника.

## Становништво
Према подацима са пописа, у граду је 2005. године живело 189.043 становника.
| 1995.   | 2000.   | 2005.   |
| ------- | ------- | ------- |
| 194.197 | 193.217 | 189.043 |